# Quattro Canti
Los Quattro Canti es una plaza octogonal situada en el cruce entre los dos principales ejes de Palermo: la via Maqueda y el Cassaro (calle de origen fenicio, que une la acrópolis con el Palacio de los Normandos, hoy conocida como Corso Vittorio Emanuele, y que constituye la calle más antigua  de la ciudad). El nombre exacto del lugar es Piazza Vigliena (en homenaje al virrey don Juan Gaspar Fernández Pacheco, duque de Escalona i marqués de Villena).

## Historia
Dos años después de asumir el gobierno de la isla en 1606, el virrey encargó al arquitecto florentino Giulio Lasso, la organización urbanística de la ciudad a través de un cruce inspirado en el de las Quattro Fontane de Roma, diseñado por los urbanistas del papa Sixto V.
En 1609 debía ya estar terminada la parte estructural de dos de los "canti" después conocidos como de Santa Ninfa y de Sant'Agata que llevaban los escudos del virrey Villena. En 1612 estaba terminado el canto de Santa Cristina, adyacente a San Giuseppe, promovido por el virrey duque de Osuna. En 1615, Giulio Lasso había muerto y desde 1617, Mariano Smiriglio, ingeniero del Senado de la ciudad, se convirtió en el nuevo director de las obras, éste ya había sido supervisor de la cantera durante la dirección de Lasso.
Con Mariano Smiriglio se asiste a un cambio del programa decorativo inicial: en la parte superior, que en un principio debía albergar las estatuas de los soberanos, se situaron las estatuas de las cuatro santas vírgenes parlemitanas: Santa Cristina, Santa Ninfa, Santa Oliva y Santa Ágata. De las cuatro estatuas de los reyes, previstas inicialmente en bronce, de Scipione Li Volsi, tan solo se colocaron las de Carlos V, trasladada después a la Piazza Bologna, y la de Felipe IV, destruida. Las actuales estatuas fueron esculpidas entre 1661 y 1663 por Carlo Aprile.
El 2 de agosto de 1633 se llevó a cabo la concesión para la construcción de las cuatro fuentes con las estatuas representativas de las Cuatro Estaciones. También éstas fueron previstas en bronce y después realizadas en mármol. La Primavera y el Verano fueron realizadas por Gregorio Tedeschi, mientras que el Otoño y el Invierno fueron obra del Nunzio La Mattina. Las actuales conchas en la parte inferior de las cuatro fuentes fueron realizadas en el siglo XIX.